# Carel Willink

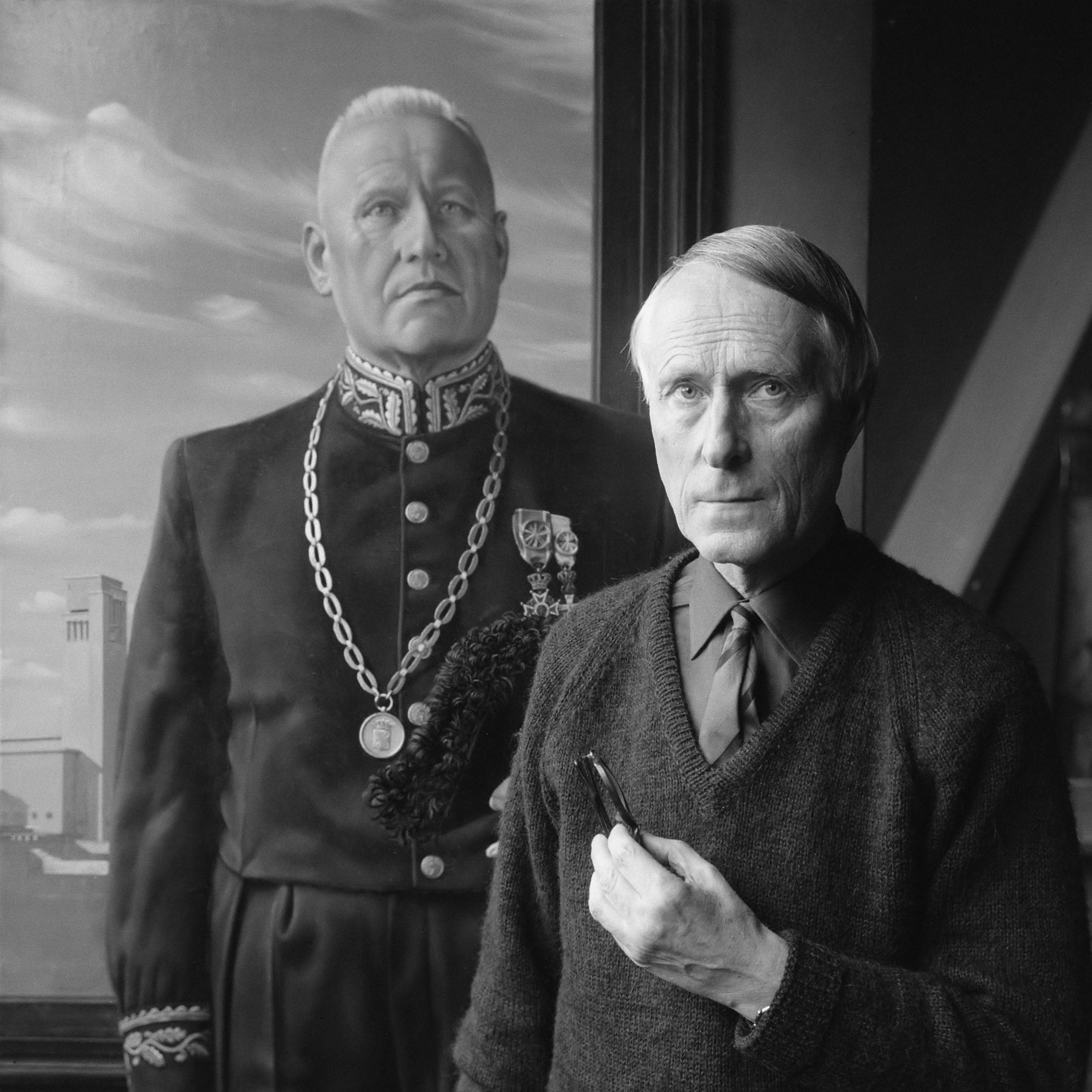
Willink år 1966, framför sitt porträtt av Joost Boot, borgmästare i Hilversum.

Carel Willink, född 7 mars 1900 i Amsterdam, död där 19 oktober 1983, var en nederländsk målare. 
Willink utbildade sig i Berlin 1921–1923, där han började som expressionist men snart gick över till den abstrakta konstruktivismen. Efter återkomsten till Amsterdam 1924 rörde han sig gradvis i nyklassicistisk riktning. Han tog intryck från italienska figurativa modernister som Giorgio de Chirico, Carlo Carrà, Achille Funi och Felice Casorati, som ställde ut på Stedelijk Museum år 1928.
Från 1930-talet beskrevs Willink ofta som magisk realist, en term han själv avvisade. Istället betecknade han sina målningar som "fantastisk realism". Konsthistorikern S.P. Abas grupperade i en skrift från 1937 Willink med de samtida nederländska målarna Raoul Hynckes och Pyke Koch, och kallade dessa "neorealister". Neorealismen menade han skilde sig från 1800-talets realistiska måleri genom att den hade renats av den abstrakta konsten, och gjort sig "fri från rum, tid, kausalitet och logik".
År 1950 författade Willink skriften De schilderkunst in een kritiek stadium, en protest mot tillståndet i efterkrigstidens konstvärld, där abstrakt konst premierades med hänvisning till att Tredje riket hade föredragit figurativ konst.